# Златибор (город)
Златибор (серб. Златибор) — город, расположенный на одноимённой горе в муниципалитете Чаетина Златиборского округа в западной Сербии. По состоянию на 2011 год население города составляло 2821 человек. Площадь — 39,32 км². Популярный туристический курорт.

## География
Город расположен примерно в 10 км от Торника, горной вершины, популярной среди любителей лыжного спорта. В декабре 2020 года был открыт гондольный подъёмник протяженностью более 9 км (5,6 миль), соединяющий центр города Златибор с горнолыжным курортом Торник.
Автомобильным и железнодорожным транспортом связан с Ужице и Нова-Варошем. Расположен на дороге, соединяющей Белград с побережьем Черногории, недалеко от железной дороги Белград — Бар.

## История
Первоначально город назывался Кулашевац. В августе 1893 года король Александр Обренович приехал в Кулашевац и построил фонтан, называнный Королевским (серб. Краљева чесма). После этого Кулашевац был переименован в Кралева Вода (серб. Краљева Вода, «Королевская вода»). В 1903 году король Пётр I Карагеоргиевич построил на этом месте виллу, что способствовало превращению Кралевой Воды и её окрестностей в место отдыха. 
После Второй мировой войны, в 1946 году, Кралева Вода была переименована в Партизанске Воде в память раненых златиборских партизан, убитым армией нацистской Германии в ноябре и декабре 1941 года пока они лечились в главной больнице Палисада в северной части Кралевой Воды. В 1995 году Партизанске Воде было переименовано в Златибор, в честь горы, на которой стоит город.